# Российская Антарктическая экспедиция

Антарктика

Российская Антарктическая экспедиция (РАЭ) — непрерывно работающая экспедиция Арктического и Антарктического научно-исследовательского института Федеральной службы по гидрометеорологии и мониторингу окружающей среды России. В РАЭ участвуют зимовщики, проводящие в Антарктике около года, и сезонные отряды, работающие антарктическим летом.

## История
Преемница Советской Антарктической экспедиции, работавшей с 1955 года. РАЭ является участником подпрограммы «Изучение и исследование Антарктики» российской федеральной целевой программы «Мировой океан».
В 1992 году Указом Президента Российской Федерации «О Российской антарктической экспедиции» № 824 Советская Антарктическая экспедиция была переименована в Российскую антарктическую экспедицию, руководство и контроль за её деятельностью были возложены на Федеральную службу по гидрометеорологии и мониторингу окружающей среды (Росгидромет). В 1990-е годы в связи с сокращением финансирования резко сократилось число участников сезонной и зимовочной экспедиции, в 1999 году была закрыта станция «Молодёжная» (ещё раньше, в 1990 и 1991 годах были закрыты станции «Русская» и «Ленинградская»). Но, несмотря на это, в 1990-х годах был получен ряд выдающихся научных результатов. Прежде всего, это касается изучения огромного подледникового озера, расположенного в районе станции Восток.

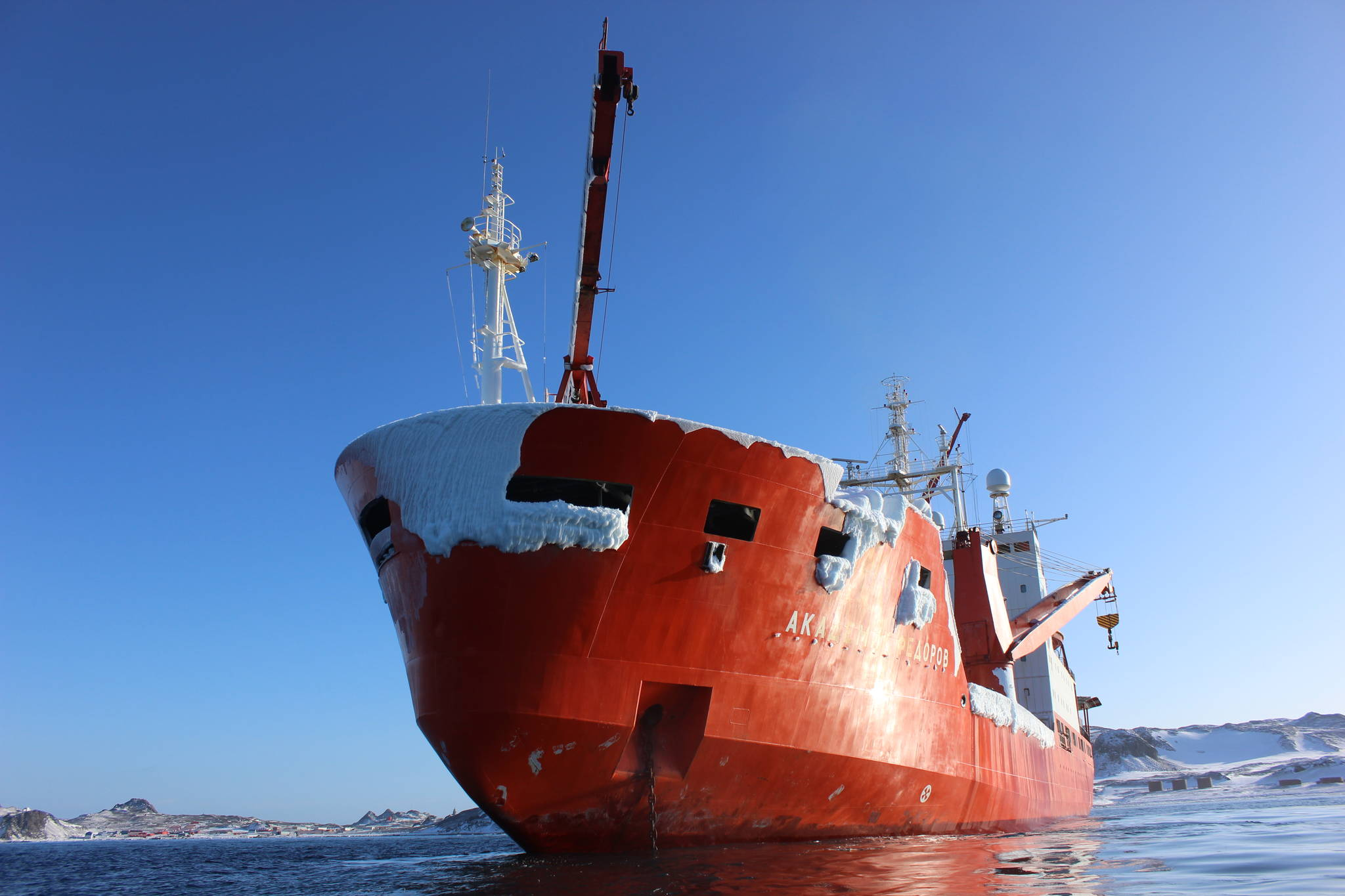
Судно «Академик Фёдоров» возле станции «Беллинсгаузен»

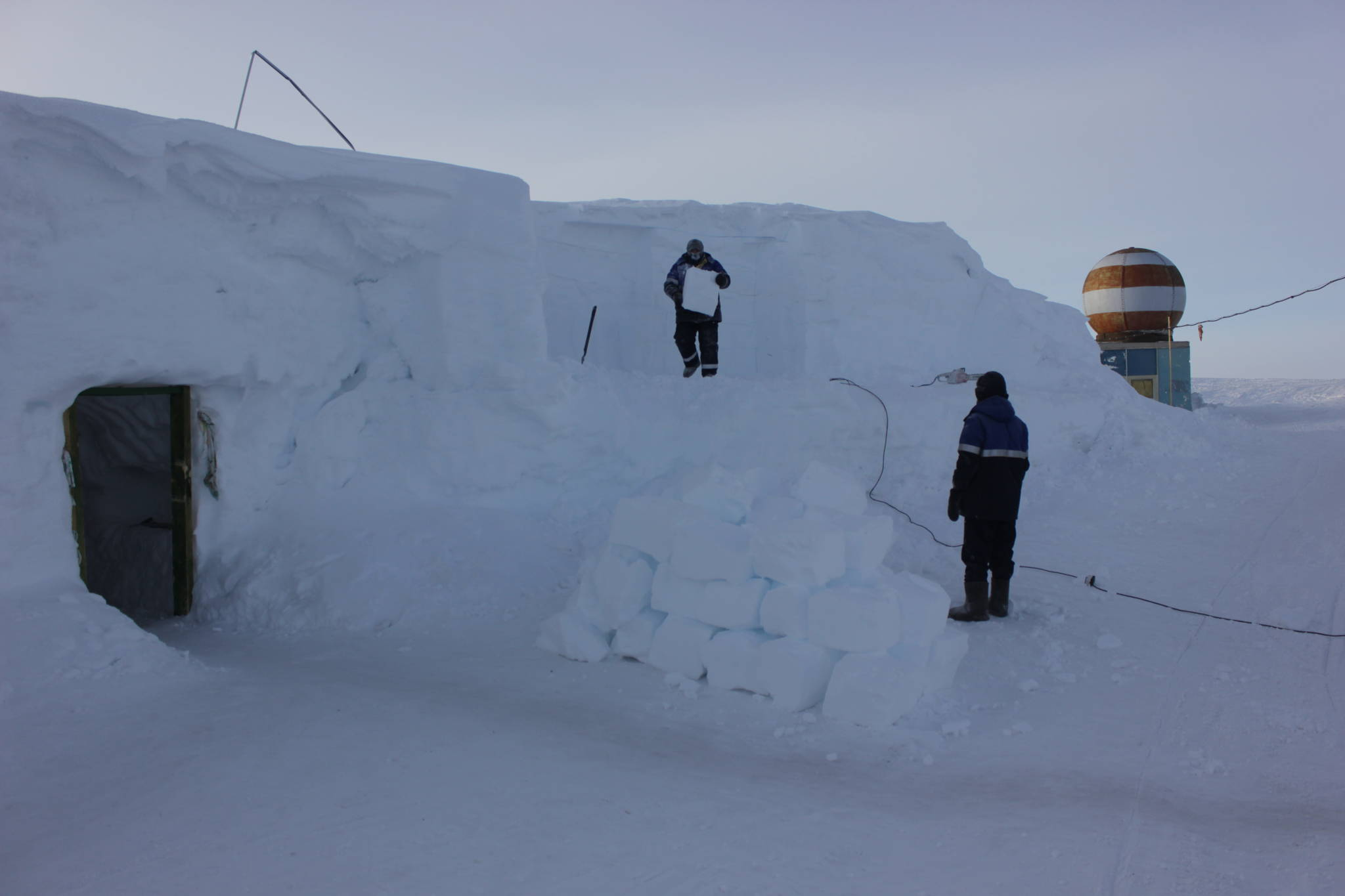
Заготовка воды на станции «Восток»

В начале 2000 годов финансирование РАЭ увеличилось. Начиная с 2001 года, на снежно-ледовый аэродром станции Новолазаревская были возобновлены межконтинентальные транспортные полёты самолёта Ил-76 ТД, которые были прерваны в ноябре 1991 года из-за недостатка финансирования. После почти двадцатилетнего перерыва российские полярники продолжили свои исследования в тихоокеанском секторе Антарктики на сезонных полевых базах «Русская» и «Ленинградская», где они установили автоматические метеорологические и геодезические станции.
Распоряжением Правительства Российской Федерации от 2 июня 2005 г № 713-р были утверждены следующие параметры деятельности РАЭ:
- численность персонала РАЭ: 120 чел.— сезонный состав; 110 чел. — зимовочный состав;
- круглогодично действующие станции: «Мирный», «Прогресс», «Новолазаревская», «Восток» и «Беллинсгаузен»;
- сезонные полевые базы: «Дружная-4», «Молодёжная», «Союз», «Русская» и «Ленинградская»;
- морские суда — научно-экспедиционное судно «Академик Фёдоров» (Росгидромет) и научно-исследовательское судно «Академик Александр Карпинский» (Роснедра);
- воздушные суда — 2 вертолёта, 2 самолёта на лыжных шасси, 1 самолёт Ил-76[1].

Осенью 2011 года началась уже 57-я сезонная экспедиция. На пяти постоянных и нескольких сезонных полярных станциях работает свыше 200 человек постоянного и сезонного персонала. Ведутся работы по переносу главной базы экспедиции со станции «Мирный» на станцию «Прогресс».

### Список экспедиций
Список предшествующих экспедиций (1955—1992) см. на странице Советской Антарктической экспедиции.
- 37 САЭ/РАЭ : 1991—1993 (Е. Н. Уранов, Н. А. Корнилов, В. В. Лукин)
- 38 РАЭ : 1992—1994 (Р. А. Дедушкин, Б. А. Крутских)
- 39 РАЭ : 1993—1995 (А. М. Сошников)
- 40 РАЭ : 1994—1996 (Е. Н. Уранов, Л. С. Алексеев)
- 41 РАЭ : 1995—1997 (В. В. Лукин, В. М. Пигузов)
- 42 РАЭ : 1996—1997 (В. В. Лукин, В. М. Степанов, Л. С. Алексеев)
- 43 РАЭ : 1997—1998 (В. В. Лукин, В. М. Вендерович, А. Б. Будрецкий)
- 44 РАЭ : 1998—1999 (В. А. Смирнов, Л. С. Алексеев, Г. А. Кудрявцев)
- 45 РАЭ : 2000—2001 (В. В. Лукин, А. Б. Будрецкий, В. М. Степанов)
- 46 РАЭ : 2000—2002 (В. М. Вендерович, В. Л. Мартьянов, Г. А. Кудрявцев)
- 47 РАЭ : 2001—2003 (В. В. Лукин, В. А. Смирнов, В. Л. Мартьянов)
- 48 РАЭ : 2002—2004 (В. В. Лукин, В. Л. Мартьянов, А. В. Попов, Л. С. Алексеев, Г. А. Кудрявцев)
- 49 РАЭ : 2003—2005 (В. Л. Мартьянов, В. А. Кучин, В. М. Вендерович, Г. А. Кудрявцев)
- 50 РАЭ : 2004—2006 (В. Л. Мартьянов, Л. С. Алексеев, В. В. Гандюхин)
- 51 РАЭ : 2005—2007
- 52 РАЭ : 2006—2008 (Л. М. Саватюгин, В. В. Киселёв)
- 53 РАЭ : 2007—2009 (В. Л. Мартьянов, Н. И. Фомичёв)
- 54 РАЭ : 2008—2010
- 55 РАЭ : 2009—2011
- 56 РАЭ : 2010—2012 (Е. П. Савченко)
- 57 РАЭ : 2011—2013
- 58 РАЭ : 2012—2014
- 59 РАЭ : 2013—2015
- 60 РАЭ : 2014—2016
- 61 РАЭ : 2015—2017
- 62 РАЭ : 2016—2018 (В. В. Лукин)
- 63 РАЭ : 2017—2019
- 64 РАЭ : 2018—2020
- 65 РАЭ : 2019—2021 (А. В. Клепиков)
- 66 РАЭ : 2020—2022
- 67 РАЭ : 2021—2023 (А. В. Клепиков)
- 68 РАЭ : 2022—2024 (А. В. Клепиков)[3]
- 69 РАЭ : 2023—2025 [4]

## Структура
За последние годы в относительном выражении выполнение работ на российских антарктических станциях, сезонных полевых базах и экспедиционных судах составляют: 
- станция Мирный — 11%;
- станция Восток — 33,9%;
- станция Новолазаревская — 15,9%;
- станция Прогресс — 11,7%;
- станция Беллинсгаузен — 5,6%;
- полевая база Молодёжная — 1,9%;
- полевая база Дружная-4 — 4,1%;
- Выполнение научных программ на НЭС «Академик Фёдоров» — 5,1%;
- Выполнение научных программ на НЭС «Академик Трёшников» — 6,95%.
- Выполнение научных программ на НЭС «Академик Александр Карпинский» — 6,95%.
- Организация и управление экспедициями в Санкт-Петербурге — 3,9%.